# ヒュベルトゥス・グリム
ヒュベルトゥス・グリム（Hubertus Grimm、1980年1月8日 - ）は、タンザニア出身、ドイツの俳優である。

## 出演作品

### 映画
- オーシャンズ・オデッセイ（ペーター・クランツ）